# Diplopleurus litorum
Diplopleurus litorum – gatunek chrząszcza z rodziny kusakowatych i podrodziny rydzenic.
Gatunek ten opisał po raz pierwszy w 2015 roku Roberto Pace. Jako lokalizację typową wskazano Diani Beach w Kenii.
Chrząszcz o błyszczącym, wydłużonym w zarysie ciele długości 5,4 mm. Głowa jest brązowa, o wyraźnym i gęstym punktowaniu oraz bardzo powierzchownym siateczkowaniu, zaopatrzona w guzek między czułkami i szeroką bruzdę wzdłuż środka wierzchu. W widoku grzbietowym skronie są krótsze od oczu. Czułki mają człony pierwszy, drugi i trzeci żółtorude, a człony pozostałe rude. Drugi człon jest krótszy niż pierwszy, trzeci dłuższy niż drugi, a człony od czwartego do dziesiątego szersze niż dłuższe. Rudożółte przedplecze ma duże wciski pośrodku i po bokach, powierzchnię zaś wyraźnie i gęsto punktowaną, pozbawioną widocznego siateczkowania. Na brązowych pokrywach występuje gęste i wyraźne punktowanie oraz wyraźne siateczkowanie. Kolor odnóży jest żółtorudy. Odwłok jest rudożółty z brązowymi wolnymi urotergitami segmentów od trzeciego do szóstego. Brak na nim siateczkowania, a punktowanie ograniczone jest do nasadowych połówek urotergitów od trzeciego do piątego. Genitalia samca przypominają te u D. varius, różniąc się jednak szeroko i niegłęboko zakrzywioną spodnią stroną edeagusa oraz niewystającą crista apicalis.
Owad afrotropikalny, znany wyłącznie z Kenii.